# Hydrocanthus advena
Hydrocanthus advena är en skalbaggsart som beskrevs av Sharp 1882. Hydrocanthus advena ingår i släktet Hydrocanthus och familjen grävdykare. Inga underarter finns listade i Catalogue of Life.